# بنزو(b)فلورانثين
بنزو (ب) فلورأنثين (بالإنجليزية : Benzo(b)fluoranthene ) هو مركب عضوي صيغته الكيميائية C20H12 .